# Formule florale

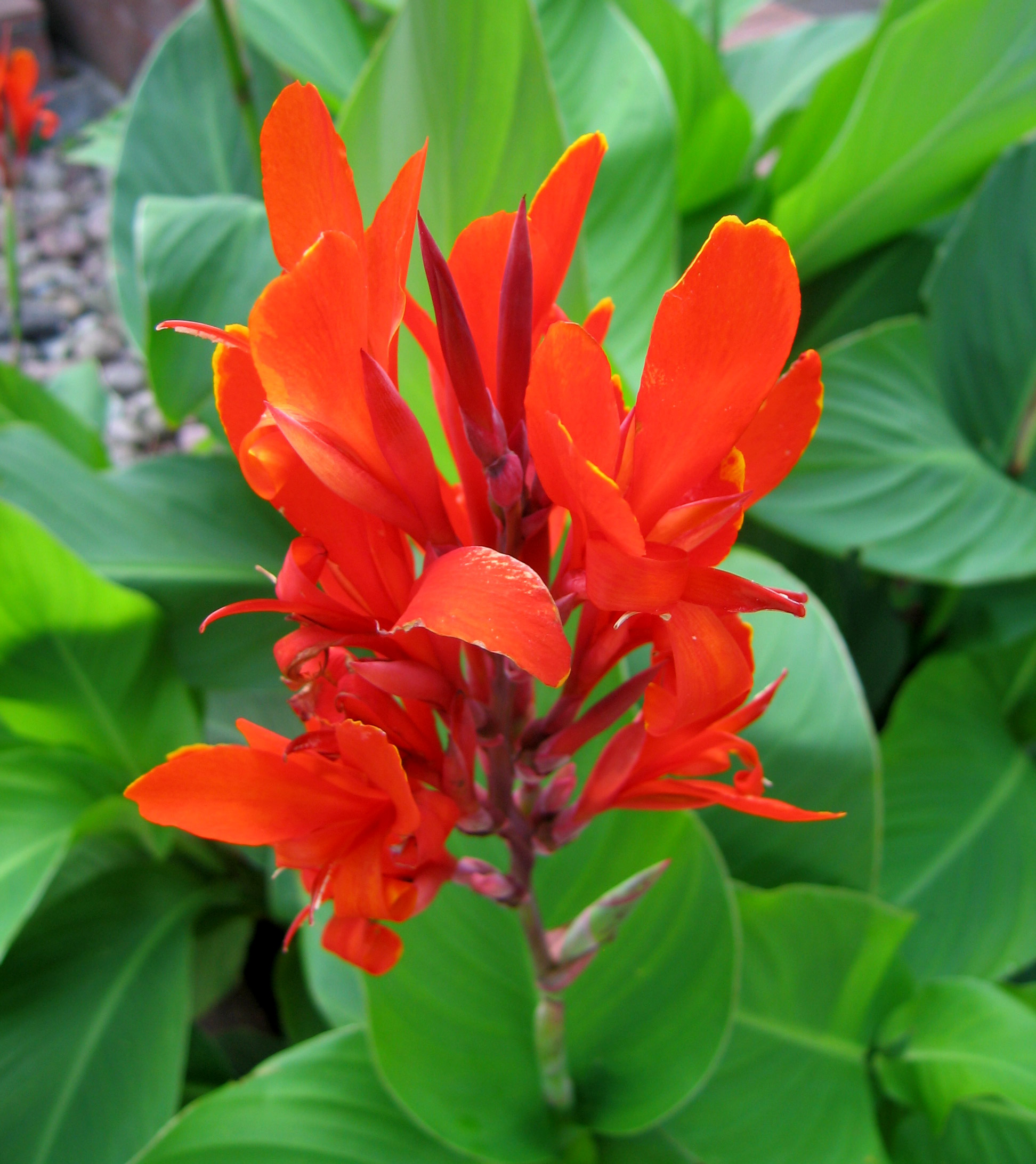
Formule florale de Canna indica :
↯ K3 [C3 A1°-3°+½:2°] Ğ(3).

La formule florale est une méthode permettant de représenter la structure d'une fleur à l'aide de chiffres, de lettres et de symboles divers, en présentant les informations importantes à propos de la fleur sous une forme compacte. 
La formule florale peut servir à représenter une espèce particulière, mais elle peut être généralisée pour caractériser des taxons de niveau plus élevé, en indiquant généralement des plages pour les nombres de pièces florales. 
La formule florale est l'une des deux manières de décrire la structure des fleurs mises au point au cours du XIXe siècle, l'autre étant le diagramme floral. Le format des formules florales diffère selon les auteurs, mais elles visent toutes à présenter les mêmes informations.

## Histoire
Les formules florales ont été conçues en Europe au début du XIXe siècle. Les premiers auteurs les ayant utilisées sont Franz-Peter Cassel, botaniste et recteur de l'université de Gand dans  Morphonomia botanica, sive, Observationes circa proportionem et evolutionem partium plantarum : cum figuris lithographicis (1820) et Carl Friedrich von Martius, botaniste allemand, dans un article ("Über die Architectonik der Blüthen") publié dans la revue Isis oder encyclopädische Zeitung von Oken(1828).
August Grisebach, botaniste allemand, les a employées dans son Grundriss der systematischen Botanik für akademische Vorlesungen entworfen publié en 1854 (manuel de description des caractéristiques des familles de plantes à fleurs), en indiquant le nombre des différents organes, séparés par des virgules, et en mettant en évidence les fusions d'organes.
Julius Sachs, autre botaniste allemand, dans son manuel de botanique (Lehrbuch der botanik nach dem gegenwärtigen stand der wissenschaft) (1873), les a utilisées conjointement avec des diagrammes floraux, il a noté l'avantage de pouvoir les composer à l'aide d'une « police ordinaire ».
Bien que August Wilhelm Eichler ait largement utilisé des diagrammes floraux dans son Blüthendiagramme: construirt und erläutert (1875-1878), il a utilisé les formules florales avec modération, surtout pour les familles ayant des fleurs simples,.
En 1973, dans 'Organogenesis of Flowers, le biologiste canadien, Rolf Sattler, met à profit les formules florales et des schémas pour décrire l'ontogenèse de 50 espèces de plantes.
Parmi les livres plus récents contenant des formules florales figurent deux ouvrages, Plant Systematics: A Phylogenetic Approach, de Walter S. Judd et al. (Freeman, 2002) et Plant Systematics de Michael G. Simpson (Academc Press, 2006).
En 2010, une équipe de chercheurs de Kew Gardens, Gerhard Prenner, Richard M. Bateman et Paula J. Rudall, exposent dans un article de la revue taxon, Floral formulae updated for routine inclusion in formal taxonomic descriptions, la conception d'une extension du modèle existant pour augmenter la capacité descriptive des formules florales et préconisent l'emploi de ces formules dans les descriptions taxonomiques officielles. 
Le botaniste belge, Louis-Philippe Ronse Decraene a utilisé en partie cette façon d'écrire les formules dans son livre Floral diagrams : an aid to understanding flower morphology and evolution (2010).

## Informations contenues

### Nombres de pièces florales et soudure de ces pièces
La formule exprime le nombre des diverses pièces florales, nombres précédés généralement par des lettres ou des abréviations selon le type de pièces (d'où par exemple la lettre K désignant le calice, Kelch, en allemand, la systématique allemande ayant exercé son influence sur la terminologie). Ces indications sont ordonnées selon la disposition des pièces florales constituant la fleur, de l'extérieur vers l'intérieur :
| Bractées | Bractéoles | Tépales (périgone ou périanthe), ou sépales (calice) et pétales (corolle) | Tépales (périgone ou périanthe), ou sépales (calice) et pétales (corolle) | Étamines (androcée) | Carpelles (gynécée) | Ovules |
| -------- | ---------- | ------------------------------------------------------------------------- | ------------------------------------------------------------------------- | ------------------- | ------------------- | ------ |
| B        | Bt         | P ou CaCo                                                                 | P ou CaCo                                                                 | A                   | G                   | V O    |
| B        | Bt         | S, K ou Ca                                                                | P, C ou Co                                                                | A                   | G                   | V O    |

Les lettres sur fond sombre sont moins fréquentes. Le « V » utilisé par Prenner et al. pour indiquer le nombre d'oVules par gynécée est suivi d'une lettre minuscule décrivant le type de placentation. Pour l'épicalice/calicule, on utilise la lettre « k ».
Les chiffres sont placés après les lettres, ils peuvent être placés soit en indice, soit en exposant. Si une pièce florale est absente, on l'indique par le chiffre « 0 » ou bien elle est omise, si elle est présente en grand nombre (généralement plus de 10 à 12) , on peut utiliser le symbole « ∞ ». 
Les verticilles d'un même organe floral sont séparés par des « + ». Les nombres de pièces au sein d'un verticille peuvent être séparés par des « : », par exemple lorsqu'une partie du verticille est morphologiquement différente. Une plage peut être indiquée si ce nombre est variable, par exemple lorsque la formule résume un taxon.
K3+3 ou S3+3 – calice à six sépales libres, disposés en deux verticilles
A∞ – étamines nombreuses

P3–12 – périanthe formé de trois à douze tépales
Les groupes d'organes floraux peuvent être décrits en indiquant en exposant le nombre d'occurrences dans le groupe.
A5² – 5 groupes de 2 étamines
La formule peut aussi exprimer la soudure des pièces florales. La soudure d'une pièce-type peut être indiquée en inscrivant le chiffre dans un cercle, la soudure de différents organes peut être représentée par des liens, comme dans Judd et al. Prenner et al. déclare que cette méthode est difficile à appliquer dans une mise en page standard. 
La soudure d'organes floraux peut s'écrire plus facilement à l'aide de parenthèses « (...) » si plusieurs occurrences de la même pièce sont soudées. La soudure de pièces différentes peut s'indiquer à l'aide de crochets « [...] », éventuellement par des accolades « {...} ».
(5) – cinq étamines soudées
[C(5) A5] – corolle soudée formée de 5 pétales, soudée avec les étamines
Prenner et al. propose l'exposant zéro pour une pièce absente, et l'exposant « r » pour une pièce réduite. Ronse De Craene utilise un degré symbole pour marquer un staminode (étamine stérile) ou un pistillode (carpelle stérile).
A3:2r+50 – (Prenner et al.) androcée en deux verticilles, le premier comprend 3 étamines et 2 staminodes, le deuxième verticille est absent
A1+2° – (Ronse De Craene) androcée en deux verticilles, le premier verticille comprenant une étamine, le deuxième, deux staminodes

### Position de l'ovaire
La position de l'ovaire est indiquée par l'alternance de la lettre « G ». Simpson contourne la complexité de la mise en forme en exprimant la position de l'ovaire par des mots.
|                                 | ovaire supère | ovaire infère | ovaire semi-infère |
| ------------------------------- | ------------- | ------------- | ------------------ |
| Prenner et al., Ronse De Craene | G             | Ĝ Ğ, Ğ        | -G-                |
| Sattler                         | G             | G             | G                  |
| Simpson                         | G..., supère  | G..., infère  | G..., semi-infère  |

### Symétrie
La symétrie peut être décrite pour l'ensemble de la fleur, dans ce cas, le symbole correspondant est généralement placé au début de la formule. On peut également l'indiquer séparément pour les différents organes, en l'indiquant après les lettres ou les chiffres qui les désignent, on peut aussi ne pas l'inclure dans la formule. Elle est décrite par les symboles suivants :
|                 | polysymétrie (actinomorphe) | dissymétrie   | monosymétrie (zygomorphe)                                                  | asymétrie     | disposition spiralée |
| --------------- | --------------------------- | ------------- | -------------------------------------------------------------------------- | ------------- | -------------------- |
| Prenner et al.  | *                           | ┼             | ↓, → ou Ø, en fonction de l'orientation du plan de symétrie                | ∂             | non mentionné        |
| Ronse De Craene | ✶                           | ↔             | ↓, orientation de la flèche dépendant de l'orientation du plan de symétrie | ↯             | ↺                    |
| Sattler         | ✳                           | +             | ∙\|∙                                                                       | ↯             | non mentionné        |
| Judd et al.     | *                           | non mentionné | X                                                                          | $             | non mentionné        |
| Subrahmanyam    | ⊕                           | non mentionné | % en plan médian, ÷ en plan latéral                                        | non mentionné | non mentionné        |
| Rosypal         | ✳                           | ⤧             | ↓                                                                          | ↯             |                      |

### Sexualité
La sexualité de la fleur peut être mise en évidence par les symboles ☿ ou  pour les fleurs hermaphrodites (bisexuées), ♂ pour les fleurs mâles (staminées) et ♀ pour les fleurs femelles (pistillées). Ces symboles sont généralement placés au début de la formule, après ou avant le symbole de symétrie. Prenner et al. recommande d'utiliser les symboles correspondants (♀ et ♂) uniquement pour les fleurs unisexuées. Ronse De Craene utilise les mots « pistillée » ou « staminée » à la place des symboles.
La formule florale peut aussi incorporer le type de fruit, Judd et al. le place tout à la fin.

## Exemples
↯ K3 [C3 A1°-3°+½:2°] Ğ(3) – formule florale de Canna edulis ; fleur asymétrique ; calice de trois sépales ; corolle de trois pétales libres soudés avec l'androcée ; androcée en deux verticilles, verticille externe à 1-3 staminodes, verticille interne à ½ étamine et 2 staminodes; gynécée soudé de 3 carpelles, ovaire infère
B BtC K3:(2)C↓ C3:2r↓ A(3):2r↓+4r:10 G1↓ Vm8–10 – formule florale de Tamarindus indica ; bractée et bractéoles pétaloïdes ; calice monosymétrique de trois et deux sépales pétaloïdes ; corolle monosymétrique de trois et deux pétales réduits ; deux verticilles d'étamines, le verticille externe monosymétrique à trois et deux étamines réduites, le verticille interne de quatre étamines réduites et une absente ; gynécée monosymétrique d'un carpelle à ovaire supère ; placentation marginale à 8–10 ovules par gynécée.